# Черноостровск
Черноостровск — посёлок в Туруханском районе Красноярского края, находится на межселенной территории.
До 2005 года не выделялся, однако был в 1990 году учтён в составе Бакланихинского сельсовета.

## Географическое положение
Посёлок находится на правом берегу Енисея примерно в 128 км к югу от центра района — села Туруханск.

## Климат
Климат резко континентальный, субарктический. Зима продолжительная. Средняя температура января −30˚С, −36˚С. Лето умеренно тёплое. Средняя температура июля от +13˚С до +18˚С. Продолжительность безморозного периода 73 — 76 суток. Осадки преимущественно летние, количество их колеблется от 400—600 мм.

## История
Посёлок был основан в 1760 году Михаилом Сидоровичем Сидоровым. В 1942 году в Черноостровске жили всего несколько местных семей. Туда пригнали примерно 30 ссыльных семей: немцев, финнов, латышей. Позднее туда же пригнали греков. В 1950-х годах из Черноостровска всех ссыльных убрали: там обосновалась воинская часть.
В дальнейшем рядом с посёлком действовала тропосферная радиорелейная станция 12/101. Её закрытие стало причиной запустения посёлка.

## Население
| 2010 |
| ---- |
| 0    |